# Stefan Witwicki
Stefan Witwicki (ur. 13 września 1801 w Janowie na Podolu, zm. 15 kwietnia 1847 w Rzymie) – polski poeta romantyczny, publicysta, autor słów do popularnej piosenki biesiadnej Pije Kuba do Jakuba.

## Życiorys
Ukończył Liceum Krzemienieckie. Od 1822 roku przebywał w Warszawie. Tu rozpoczął karierę zawodową w Komisji Rządowej Wyznań Religijnych i Oświecenia Publicznego. Dzięki opiece wuja Józefa Lipińskiego, młody i zdolny poeta i krytyk był chętnie podejmowany na salonach Warszawy Królestwa Kongresowego. Przyjaźnił się także z młodymi artystami: Fryderykiem Chopinem, Maurycym Mochnackim, Bohdanem Zaleskim, Antonim Edwardem Odyńcem. Nazywano go pan Mery – od imienia jego charta, z którym chętnie spacerował po Nowym Świecie. Jego artykuły zwróciły uwagę samego Mickiewicza, który tak pisał o nim z Petersburga w liście do Odyńca w lipcu 1828 r.: 

Witwicki bardzo nas zadziwił. Artykuł o reputacjach [pisarzy] wyborny! stylem wcale nie warszawskim, bo czystym, jasnym i mocnym. Witwicki mógłby wielką zrobić literaturze przysługę, zajmując się historią literatury i krytyką [...].

 Z powodu wątłego zdrowia nie brał bezpośredniego udziału w powstaniu listopadowym, napisał jednak kilka wierszy patriotycznych, które przyniosły mu rozgłos (m.in. parafrazę „Mazurka Dąbrowskiego”).
W 1832 roku dobrowolnie udał się na emigrację. Należał do współzałożycieli Towarzystwa Braci Zjednoczonych w Paryżu. Początkowo blisko przyjaźnił się z Adamem Mickiewiczem, zerwał jednak tę przyjaźń po przyjęciu przez Mickiewicza nauk Andrzeja Towiańskiego. Wytrącony z przyjacielskiego układu, nie mógł zaakceptować nowego środowiska poety. Odtąd wszelkimi środkami walczył o zbawienie duszy i ocalenie geniuszu poetyckiego Mickiewicza, demaskując doktrynę towianizmu jako herezję. Pod koniec życia przyjaźnił się z Cyprianem Kamilem Norwidem. Odizolowany od świata przez postępującą chorobę (cierpiał na kręgosłup i nogi). Udał się do Rzymu z zamiarem wstąpienia do zmartwychwstańców. Zmarł w Rzymie na ospę i został pochowany na tamtejszym cmentarzu Campo Verano.

## Twórczość
Debiutował dwoma tomikami Ballad i Romansów (Warszawa 1824–1825). Opublikował między innymi: dramat Edmund (1829), tom wierszy Piosenki sielskie (1830), spopularyzowanych zwłaszcza po tym, jak melodie do nich skomponowali Fryderyk Chopin i Stanisław Moniuszko, parafrazy Poezje biblijne (1830), dziennik z okresu powstania Moskale w Polsce (1833), zbiór wierszy modlitewnych Ołtarzyk polski, wysoko cenione moralistyczne publikacje Wieczory pielgrzyma (1837–1845), Listy z zagranicy (1842), broszurę krytykującą towianizm Towiańszczyzna wystawiona i aneksami objaśniona (1844).
Adam Mickiewicz w Objaśnieniach do IV Księgi Pana Tadeusza wspominał:
„Ks. IV w. 981-982:
(...) Nb. Niektóre miejsca w pieśni czwartej są pióra Stefana Witwickiego.”